# Diego Rosa
Diego da Silva Rosa, mais conhecido como Diego Rosa (Campo Grande, 22 de março de 1989), é um futebolista brasileiro que atua como meia. Atualmente está sem clube.

## Carreira
Revelado nas categorias de base do Juventude, Diego Rosa foi contratado pelo Vasco da Gama em junho de 2010, integrando inicialmente a equipe sub-23. Estreou pelo clube profissional em 17 de novembro de 2010, num amistoso entre reservas do Vasco e Santos em que a sua equipe venceu por 1–0 no Piauí.

### Ponte Preta
Em 1º de dezembro de 2012, Diego Rosa foi contratado pela Ponte Preta como novo reforço para temporada 2013.

### ASA de Arapiraca
Em setembro de 2013, Diego Rosa foi anunciado como novo reforço do ASA na sequência do Campeonato Brasileiro - Série B.

### Paulista
Em fevereiro de 2014, Diego Rosa foi contratado pelo Paulista na sequência do Campeonato Paulista.

### CRB
Em 2014 foi anuniado como reforço do CRB para a temporada. Fez sua estreia na partida contra o Murici pela 4a rodada do Campeonato Alagoano, na qual deu uma assistência e foi um dos destaques da vitória regatiana por 2–0. Em seu segundo jogo marcou seu primeiro gol pelo clube, além de ter sofrido um pênalti, sendo eleito o melhor jogador da vitória sobre o CEO por 3–0. Marcou o gol da vitória no clássico contra o CSA na última rodada da primeira fase do Campeonato Alagoano, eliminando o rival da competição. Voltou a ser destaque no jogo de ida da semifinal onde fez um gol e participou de diversas jogadas, sendo outra vez o melhor em campo, ajudando o clube a conquistar uma vitória importante fora de casa por 2–0 em cima do ASA. Fez mais um gol no jogo de ida da final da competição, na derrota por 2–1 contra o Coruripe. Entre o jogo de ida e o de volta Diego Rosa teve de lidar com o falecimento de sua filha de apenas 1 ano de idade. No jogo da volta o CRB lutou até o fim, mas empatou por 0x0 e perdeu o título estadual.
Na Copa do Brasil Diego Rosa se destacou na partida contra o São Paulo no Rei Pelé na qual o CRB venceu por 2–1. No jogo da volta o clube perdeu por 3–0 no Morumbi e foi eliminado na segunda fase.

### Luverdense
Em abril de 2015, Diego Rosa foi anunciado como novo reforço da Luverdense para a disputa do Campeonato Brasileiro - Série B. Diego Rosa vem se destacando no clube de Lucas do Rio Verde.

### Bahia
Em janeiro de 2017, após passagem no futebol japonês, Diego Rosa foi confirmado como novo reforço do Bahia. Porém, não se destacou e, sem chances, teve o contrato rescindido no dia 8 de junho de 2017.

### Atlético Goianiense
Horas após rescindir seu contrato com o clube baiano, em 8 de junho de 2017, Diego Rosa foi rapidamente anunciado pelo Atlético Goianiense, clube que tentou a contratação durante a pré-temporada.

### São Caetano
Em dezembro de 2017, Diego Rosa foi anunciado pelo São Caetano, para o Paulistão de 2018.

### CRB
Após o Campeonato Paulista, é anunciado como novo reforço do galo para a sequência da temporada de 2018. Em partida contra o Paysandu, no dia 9 de outubro, o jogador foi expulso após empurrar o árbitro. Acabou suspenso pelo STJD por cinco partidas.

### São Caetano
O atleta retornou ao Azulão e disputou o Campeonato Paulista de 2019.

### Paysandu
Em abril de 2019, foi anunciada sua contratação pelo clube paraense. Após a eliminação na Série C de 2019, o atacante deixou o clube.

### Vila Nova
O clube goiano contratou o jogador em setembro de 2019 para reforçar o elenco na Série B.
Em 28 de novembro, foi dispensado junto a outros sete jogadores.

### Aparecidense
Em dezembro de 2019, foi contratado pela Aparecidense para jogar pelo Goianão 2020.

### Portuguesa
Em 18 de maio de 2020, a Portuguesa anunciou a contratação do atacante.

### Botafogo-PB
Em 21 de setembro de 2020, foi anunciado como novo reforço do time paraibano, sendo parte de uma reformulação promovida no clube para a disputa da Série C.

## Títulos
Vasco da Gama
- Copa do Brasil - 2011

Bahia
- Copa do Nordeste: 2017